# 278

278(이백칠십팔)은 277보다 크고 279보다 작은 자연수다.

## 수학
- 합성수로, 그 약수는 1, 2, 139, 278이다. 진약수의 합은 142이므로, 278은 부족수다.
  - 88번째 반소수다. 앞의 반소수는 274, 다음 반소수는 287이다.
- {\displaystyle 43^{6}-1}은 278로 나누어떨어진다.

## 과학
- NGC 278(영어판): 카시오페이아자리 방향에 있는 나선 은하.

## 교통
- 일본 278번 국도(일본어판): 홋카이도 하코다테시에서 가야베군 모리정까지 이어지는 일본의 국도.

## 군사
- U-278(영어판): 제2차 세계 대전에 사용된 나치 독일의 군용 잠수함.

## 문화유산
- 대한민국의 국보 제278호: 태종11년이형원종공신록권부함 (해제)[a]
- 대한민국의 보물 제278호: 백지묵서묘법연화경
- 대한민국의 사적 제278호: 구 서울대학교 본관

## 방송
- 지니 TV의 사회안전방송 채널 번호.
- U+ TV의 WBS 원음방송 채널 번호.

## 기타
- 연도: 278년, 기원전 278년